# Osga-moura
A osga-moura ou osga-comum (Tarentola mauritanica) é uma espécie de osga que é vulgarmente encontrada em Portugal.  É uma osga de tamanho médio, atingindo cerca de 8,5 cm. Tem um aspecto achatado, com uma grande cabeça bem destacada do corpo, com olhos grandes e redondos.
Ao contrário do que muitas pessoas pensam, as osgas são inofensivas: não são venenosas nem provocam qualquer doença dermatológica (o chamado "cobro" mais não é que zona, uma virose provocada por uma variante do herpesvírus que também causa a varicela e que nada tem que ver com a osga ou outro sáurio).  As osgas são até muito benéficas pois alimentam-se de vários insectos (incluindo moscas e mosquitos) e de aranhas, contribuindo para o controlo destas espécies.

## Distribuição
Vivem em toda a Península Ibérica. Em Portugal são abundantes no Centro e Sul do país, sendo muito raras no Norte.[carece de fontes?]
Gostam de viver em zonas rochosas ou pedregosas, no entanto também se dão bem em zonas urbanas, onde aparecem principalmente em muros, habitações velhas ou troncos apodrecidos, mas também em casas habitadas.[carece de fontes?]
Hibernam entre Novembro e Fevereiro. De inverno, antes de hibernar, aparecem de dia pois gostam de apanhar um pouco de sol; no verão só aparecem de noite, para evitar as horas de mais calor.[carece de fontes?]

## Alimentação
A sua alimentação é feita à base de baratas, formigas normalmente de asa, aranhas, escaravelhos, moscas, mosquitos e traças. No verão, à noite, posicionam-se perto de luzes à espera dos insectos que são atraídos por estas. As osgas às vezes conseguem aguentar cerca de 1 mês sem comer.[carece de fontes?]

## Reprodução
Normalmente reproduzem-se duas vezes por ano, uma em Março/Abril e outra em Junho/Julho. Nestas alturas apresentam um comportamento territorial muito acentuado.[carece de fontes?]
A deposição dos ovos é feita em grupo, aparecendo no mesmo local ovos de fêmeas diferentes.[carece de fontes?]

## Conservação
As pessoas pouco esclarecidas pensam que estes animais são perigosos e venenosos, e por essa razão sempre que as vêem tentam matá-las, o que põe em causa a sobrevivência desta espécie. Um dos meios para ajudar à preservação desta espécie passa pela sensibilização das pessoas para a utilidade da mesma como forma de controlar a população de insectos.[carece de fontes?]

## Galeria de imagens

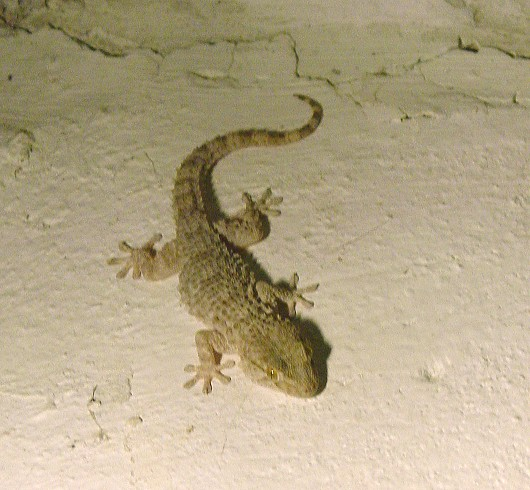
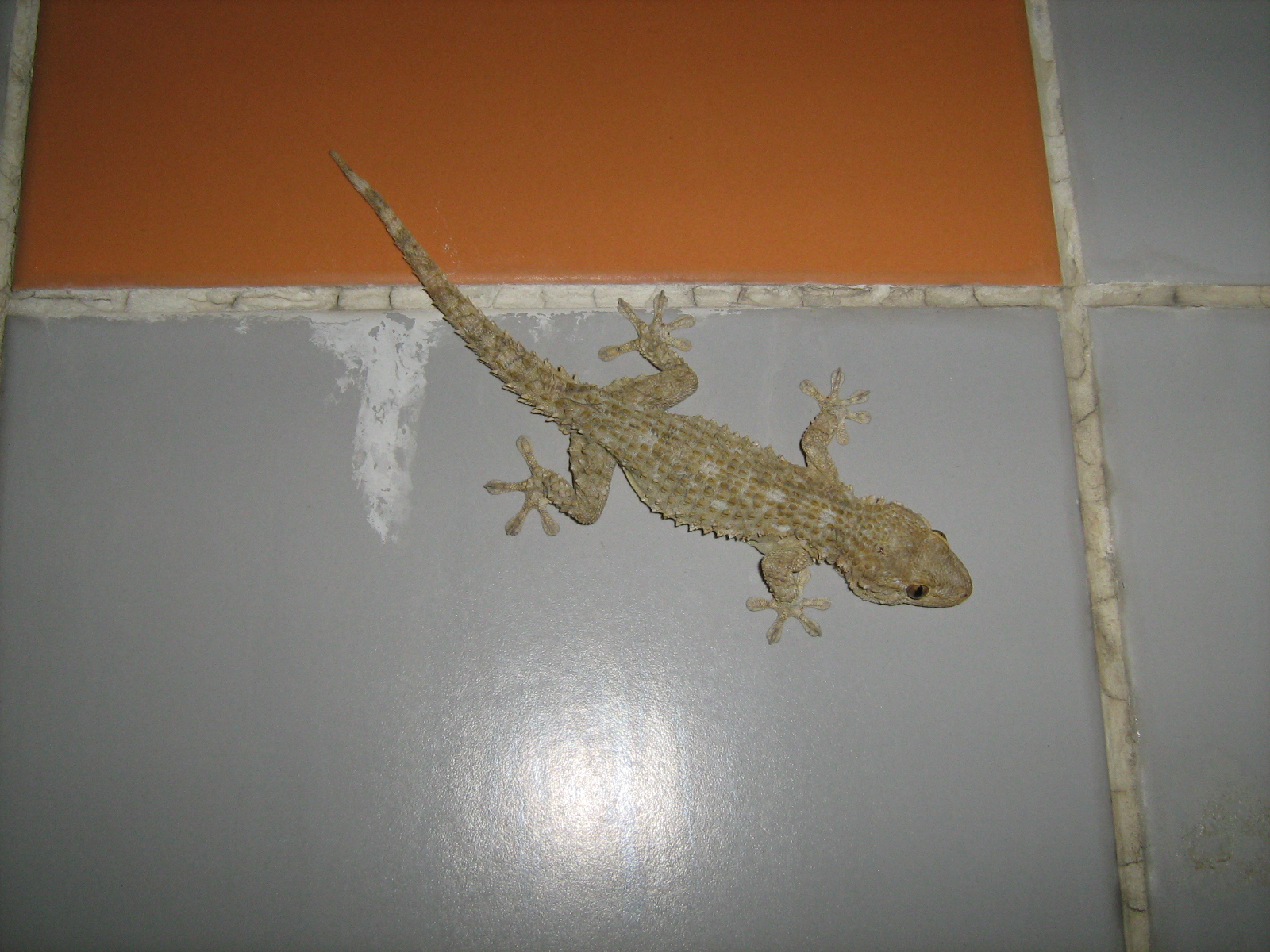
Tarentola mauritanica, Portugal